# Ermanafrido
Ermanafrido (Ermanifrido o Ermanfrido o Irminfredo); latino: Hermenfredus (... – VI secolo, III o IV decennio) Insieme ai fratelli Baderico e Bertario, fu un re del popolo germanico dei Turingi, dal 505 circa alla sua morte. Fu l'ultimo re indipendente dei Turingi.

## Biografia
Non è chiaro quando Ermanafrido divenne re, ma assume questo titolo (rex thoringorum) in una lettera di Teodorico datata al 507. Prima divise il trono con i fratelli Baderico e Berterio; il vescovo Gregorio di Tours lo cita nel libro III della sua Historia Francorum dicendo che governò la Turingia assieme ai fratelli Baderico e Bertario. Aggiunge inoltre che Ermanafrido catturò e uccise il fratello Bertario, lasciando orfana una giovane Radegonda.
Ermanafrido, tra il 507 ed il 511, aveva sposato Amalaberga, figlia di Amalafrida, a sua volta figlia di Teodemiro. Amalaberga era anche nipote di Teodorico il Grande.
Gregorio di Tours definisce Amalaberga ingiusta e crudele. Infatti aizzò Ermanafrido in una guerra civile contro il fratello, Baderico. Una volta apparecchiò solo meta tavola per il pranzo e, quando gli venne chiesto il motivo, rispose che "Un re che possiede solo metà del suo regno merita di avere solo metà tavolo apparecchiato". Dopo questo fatto e altri simili Ermanafrido stipulò un patto segreto con il re dei Franchi di Metz, Teodorico I, con la promessa che, dopo la morte di Baderico, si sarebbero spartiti il suo regno. Teodorico, al sentire queste parole, si mosse col suo esercito e congiuntamente a Ermanafrido, andò alla guerra contro Baderico. Venuti a battaglia con Baderico, lo sconfissero e lo uccisero. Dopo aver ottenuto la vittoria, Teodorico rientrò nei suoi territori e Ermanafrido divenne quindi l'unico re dei Turingi, anche perché non mantenne fede al patto stipulato, dando inizio all'inimicizia tra i due re.
In seguito, Teodorico, memore degli spergiuri di Ermanafrido, promise al fratello, il re Clotario I di Soissons, parte del bottino, se lo avesse aiutato nell'impresa contro il re dei Turingi. Allora Teodorico, il figlio Teodeberto I, ed il fratello, Clotario I, attaccarono i Turingi che si prepararono ad affrontare i Franchi con le loro astuzie. Prepararono dei fossati perfettamente coperti da sembrare un campo pianeggiante, così quando cominciarono i combattimenti molti cavalieri franchi si precipitarono nei fossati e ciò creò loro un grosso ostacolo; ma dopo questo inganno i Franchi cominciarono ad essere prudenti. Quando i Turingi videro che erano uccisi in gran numero ed il loro re, Ermanafrido fuggire, allora si dettero alla fuga ritirandosi verso il fiume Onestrudem, oggi Unstrut. 
I Franchi, nella battaglia nei pressi del fiume Onestrudem,  in collaborazione con i Sassoni di Hadugato di Sassonia, fecero una tale strage di Turingi che riempirono di caduti l'alveo del fiume e passarono sull'altra sponda passando sui cadaveri come fossero un ponte. Ottenuta quindi la vittoria, i Franchi occuparono la regione e la ridussero sotto il loro dominio.
Ermanafrido era riuscito a fuggire, ma i Franchi catturarono la nipote Radegonda e gli altri nipoti. Clotario la condusse con sé ed in seguito la sposò, mentre la moglie di Ermanafrido, Amalaberga, fuggì presso gli Ostrogoti assieme ai figli, Amalafrido e la figlia femmina (da non confondere con Rodelinda, la prima moglie di Audoino), che vennero in seguito catturati dal generale bizantino Belisario e inviati a Costantinopoli, dove Amalafrido divenne generale e la figlia divenne la seconda moglie del re longobardo Audoino.
Teodorico concesse salva la vita ad Ermanafrido che fece ritorno nei territori dei Turingi, avendo ricevuto garanzia di poter ritornare ed essendo stato arricchito con munifici regali. Mentre Ermanafrido parlava con Teodorico sulle mura di Tulpiacum, qualcuno lo spinse giù dalle mura dell'odierna Zülpich uccidendolo. Gregorio afferma che molte persone ipotizzarono che Teodorico possa avere avuto a che fare con questo evento.
Il regno turingio terminò con Ermanafrido ed i Turingi dovettero farsi carico della Schweinezins per mezzo millennio circa. L'area situata ad est del fiume Saale venne presa da tribù slaviche, mentre la parte settentrionale finì ai Sassoni.
La caduta della dinastia turingia fu il soggetto di numerose opere epiche, la più famosa delle quali si trova nel Rerum gestarum saxonicarum libri tres di Vitichindo di Corvey, un fondamentale mito sassone scritto nel 967.  Anche Rodolfo di Fulda racconta una storia simile.

## Discendenti
Ermanafrido da Amalaberga ebbe almeno due figli:
- Amalafrido che divenne un generale dell'impero romano d'oriente[9]
- una femmina che fu la seconda moglie del re dei Longobardi, Audoino[10]

### Fonti
La fonte principale per questo periodo storico è Gregorio di Tours, che scriveva dal punto di vista dei Franchi. Vitichindo è venuto molto dopo, e ha inserito elementi mitologici nei suoi scritti. Procopio cita solo gli eventi che hanno avuto a che fare con l'Italia.